# Марктобердорф

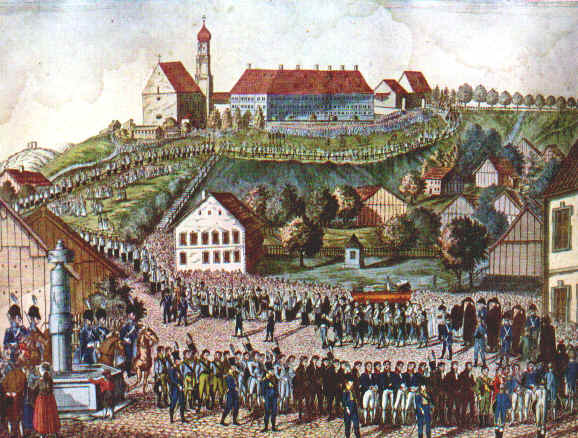
Марктобердорф

Марктобердорф (нем. Marktoberdorf) — город и городская община в Германии, районный центр в Республике Бавария. 
Община расположена в правительственном округе Швабия в районе Восточный Алльгой. Население составляет 18 199 человек (на 31 декабря 2010 года). Занимает площадь 95,25 км². Официальный код  —  09 7 77 151.

## Население
По оценке на 31 декабря 2015 года население общины Марктобердорф составляет 18 349 чел. 

| Дата      | 1840 | 1871 | 1900 | 1925 | 1939 | 1950 | 1961  | 1970  | 1987  | 2011  |
| --------- | ---- | ---- | ---- | ---- | ---- | ---- | ----- | ----- | ----- | ----- |
| Население | 3701 | 3735 | 4731 | 5604 | 5752 | 9714 | 12195 | 15040 | 15909 | 18100 |

| Год       | 1960  | 1970  | 1980  | 1990  | 2000  | 2009  | 2010  | 2011  | 2012  | 2013  | 2014  | 2015  |
| --------- | ----- | ----- | ----- | ----- | ----- | ----- | ----- | ----- | ----- | ----- | ----- | ----- |
| Население | 12064 | 15082 | 15696 | 17082 | 18386 | 18188 | 18199 | 18072 | 18039 | 18028 | 18170 | 18349 |